# Księżniczka Maleen
Księżniczka  Maleen (org. Prinzessin Maleen) – niemiecki film familijny z 2015 roku, należący do cyklu filmów telewizyjnych Najpiękniejsze baśnie braci Grimm. Film jest adaptacją baśni braci Grimm pt. Dziewica Malena. 

## Treść
Księżniczka Marlene zakochuje się z wzajemnością w hrabim Konradzie. Wywołuje to gniew ojca, który nie zgadza się z wyborem córki. Zamyka księżniczkę w wieży, licząc na to, że czas spędzony w odosobnieniu zmieni uczucia księżniczki.

## Obsada
- Cleo von Adelsheim: księżniczka Maleen
- Peter Foyse: hrabia Konrad
- Günther Maria Halmer: Fürst Theodor
- Götz Otto: Marschall Raimund
- Mariella Ahrens: Walpurga von Schwarztal
- Thorsten Nindel: Lothar
- Lucas Reiber: Peter
- Paula Paul: Zofe Uta
- Peter Mitterrutzner: Greis